# Курочкін Микола Степанович
Курочкін Микола Степанович (2 (14) червня 1830, Петербург, РІ — 2 (14) грудня 1884, Петербург) — російський поет і журналіст. Брат Василя і Володимира Курочкіних. Один з перших перекладачів російською мовою поезій Тараса Шевченка.

## Біографія
Син кріпака, відпущеного на волю. Навчався у медико-хірургічній академії, був лікарем. Активний діяч товариства народників «Земля і воля». Допомагав братові Василеві у виданні журналу «Искра», вмістив у ньому багато віршів, підписаних різноманітними псевдонімами. Перекладав вірші італійських поетів. В 1865—1867 роках — редактор «Книжного вестника». З 1868 року співробітничав в «Отечественных записках». Виступав у пресі з сатиричними віршами та фейлетонами, статтями, критичними оглядами, рецензіями. Деякий час був редактором тижневика «Иллюстрация».
Був знайомий з Т. Шевченком і був одним із перших перекладачів російською мовою його поезій. Виступав з промовою на похороні Шевченка в Петербурзі. Йому належить критична стаття про російський переклад «Кобзаря» (газета «Русский мир», 29.Х. 1860). Поезії Курочкіна перекладав П. Грабовський.